# Stora Finnartjärnen
Stora Finnartjärnen är en sjö i Norbergs kommun i Västmanland och ingår i Norrströms huvudavrinningsområde.